# Liste der Wappen im Landkreis Wesermarsch
Diese Liste beinhaltet alle in der Wikipedia gelisteten Wappen des Landkreises Wesermarsch (Niedersachsen).

## Landkreis Wesermarsch

Wappen des Landkreises Wesermarsch (Details)
Lage des Landkreises Wesermarsch in Niedersachsen

### Wappen der Städte und Gemeinden

Gemeinde Berne
Kreisstadt Brake (Unterweser)
Gemeinde Butjadingen
Stadt Elsfleth
Gemeinde Jade
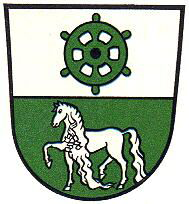
Gemeinde Lemwerder
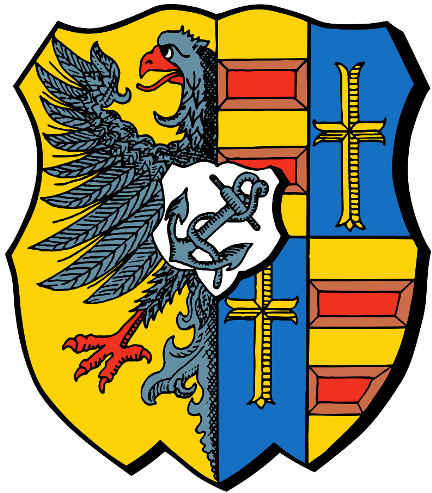
Stadt Nordenham
Gemeinde Ovelgönne
Gemeinde Stadland

## Wappen ehemals selbständiger Gemeinden

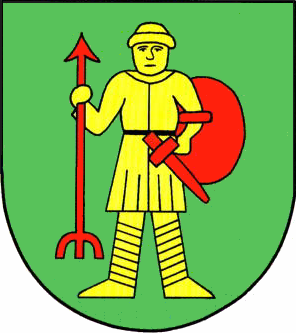
Ortsteil Abbehausen der Stadt Nordenham
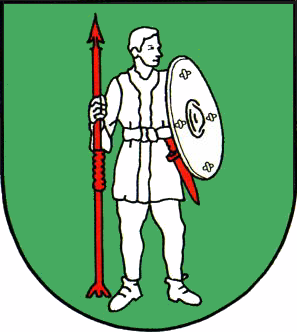
Ortsteil Rodenkirchen der Gemeinde Stadland
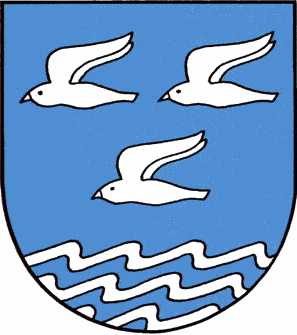
Ortsteil Seefeld der Gemeinde Stadland